# Irritation
Unter Irritation versteht man einen Reiz oder eine Erregung, die meist von negativer Bedeutung ist. Das Wort Irritation wird im landläufigen Sprachgebrauch vor allem als eine Umschreibung für eine Missstimmung oder Unmut zwischen einzelnen Personen verwendet und bezeichnet ein Ärgernis. In der Regel handelt es sich aber nicht um eine tiefgreifende Verstimmung zwischen den einzelnen Personen, sondern eine spontan aufgetretene Haltung eines Menschen. Oft wird dies gerade durch das Bekanntwerden einer Handlung oder durch Bekanntwerden von Aussagen eines Dritten ausgelöst. Das Wort selbst ist gemeinsam mit seiner Verbform irritieren im 16. Jahrhundert in Deutschland aufgetaucht, in seiner ursprünglichen Bedeutung reizen, erregen, provozieren. Es ist dem lateinischen irritare mit gleicher Wortbedeutung entlehnt. Im volkstümlichen Sprachgebrauch entstand durch die klangliche Nähe zu irr und irren im 19. Jahrhundert die Bedeutung von ablenken, verunsichern, stören, verwirren.

## Begriffsverwendung in der Medizin
In der Medizin wird das Wort in seiner lateinischen Wortbedeutung „Reizung“ verwendet, sowohl für psychische als auch physische. Auch der dadurch ausgelöste Zustand der Gereiztheit wird unter dem Begriff subsumiert.
Eine physische Irritation tritt beispielsweise bei einer Hautreizung auf. Sie zeigt sich als Entzündungsreaktion mit lokaler Hyperämie ohne Gewebsdefekt, z. B. durch Einwirkung chemischer Substanzen oder UV-Strahlung. Gelegentlich wird mit Medikamenten, sogenannten Irritantia (remedia) (Singular Irritans (remedium), z. B. Kampfer, ätherische Öle) eine solche Reizung absichtlich herbeigeführt, um chronische Prozesse an Haut oder Schleimhäuten in akute umzuwandeln und damit eine Heilung anzuregen.
Um 1826 begründete der Engländer Benjamin Travers (1772–1838) eine „Irritationspathologie“.

## Irritation in der Psychologie
Das Konstrukt „Irritation“ kann auch einen psychischen Erschöpfungszustand meinen, der so weit fortgeschritten ist, dass er in den Zeiten nach Belastungen (Freizeit, Nachtschlaf) nicht abgebaut werden kann.